# John Meillon
John Meillon, OBE (/ˈmɛljən/; n. 1 mai 1934, Sydney, Noul Wales de Sud, Australia – d. 11 august 1989, Sydney, Noul Wales de Sud, Australia) a fost un actor de personaj australian cunoscut pentru rolul lui Walter Reilly în filmele de comedie Crocodile Dundee și Crocodile Dundee 2⁠(d). Acesta a realizat dublajul pentru reclamele la berea Victoria Bitter⁠(d). Meillon a apărut în numeroase filme ale noului val australian⁠(d) precum Wake in Fright⁠(d) și Mașini mortale⁠(d).

## Biografie
Meillon s-a născut în Mosman, New South Wales. Fratele său mai mic a fost regizorul Bob Meillon (1943–2012).
Meillon și-a început cariera de actor la vârsta de unsprezece ani în serialul de radio al companiei ABC⁠(d) Stumpy și a apărut pe scenă în anul următor. A încheiat un contract cu Shakespeare Touring când avea șaisprezece ani.
A apărut într-o serie de piese de teatru difuzate de televiziunea australiană.
La fel ca mulți actori din generația sa, din 1959 până în 1965 a lucrat în Anglia, iar în același timp a început să evite rolurile din proiectele turnate în țara natală. Meillon a declarat că teatrul l-a disciplinat și nu considera televiziunea un mediu propice pentru antrenament.
Meillon a obținut un rol episodic în serialul My Name's McGooley, What's Yours?⁠(d). A apărut în două episoade ale serialului Skippy the Bush Kangaroo⁠(d) în 1968 și 1969 în rolul lui „Nimble Norris”. În 1976, a câștigat premiul Academiei Australiene a Artelor de Cinema și Televiziune pentru cel mai bun actor în rol principal⁠(d) pentru rolul din filmul The Fourth Wish⁠(d) (1976).
Datorită vocii de bariton, Meillon a primit numeroase roluri de dublaj, cea mai cunoscută fiind naratorul din reclamele berii australiene Victoria Bitter.
Meillon s-a căsătorit cu actrița australiană June Salter⁠(d) în 1958. Cei doi au avut un fiu, John Meillon Jr. Aceștia au divorțat în 1971. Mai târziu, Meillon s-a căsătorit cu actrița Bunny Gibson pe 5 aprilie 1972; și cei doi au avut un fiu.
În 1977, Meillon a lansat melodia „Tap Tap”/„Picture Show Man”, care a ajuns pe locul 80 în topul australian.
Meillon a primit Ordinul Imperiului Britanic în 1979 pentru activitățile sale în domeniul teatrului.
În iunie 1980, barul său preferat - The Oaks - din Neutral Bay a deschis The John Meillon OBE Bar în onoarea sa.  A continuat să viziteze barul pe parcursul următoarei decade, inclusiv cu o săptămână înaintea de moartea sa din cauza cirozei. Trupul său a fost descoperit în casa sa din Neutral Bay pe 11 august 1989. Meillon a fost permiat postum cu Premiul Longford Lyell⁠(d) pentru întreaga carieră.

## Filmografie
- 1959: On the Beach .... Ralph Swain
- 1960: The Sundowners .... Bluey Brown
- 1961: The Long and the Short and the Tall .... Private "Smudge" Smith
- 1961: Watch It, Sailor! .... Albert Tufnell
- 1961: Offbeat .... Johnny Remick
- 1962: The Valiant .... Bedford
- 1962: Operation Snatch .... Medical Officer
- 1962: Billy Budd .... Neil Kincaid
- 1962: The Longest Day .... RAdm. Alan G. Kirk (necreditat)
- 1962: Edgar Wallace Mysteries episode: Death Trap .... Ross Williams
- 1963: Cairo .... Willy
- 1963: The Running Man .... Jim Jerome
- 1964: 633 Squadron .... Flight Lt. Gillibrand
- 1964: Guns at Batasi .... Sergeant 'Aussie' Drake
- 1965: Dead Man's Chest .... Johnnie Gordon
- 1965: Out of the Unknown (Episode: "Sucker Bait") .... Dr. Sheffield
- 1966: They're a Weird Mob .... Dennis
- 1966-1968: My Name's McGooley, What's Yours? (miniserie) .... Wally Stiller
- 1969-1970: Skippy (miniserie) .... Nimble Norris
- 1971: Wake in Fright .... Charlie aka Outback
- 1971: Walkabout .... Man (tatăl)
- 1972: Sunstruck .... Mick Cassidy
- 1974: The Fourth Wish (miniserie) .... James Casey
- 1974: The Dove .... Tim
- 1974: The Cars That Ate Paris .... The Mayor
- 1975: Sidecar Racers .... Ocker
- 1975: Inn of the Damned .... George Parr
- 1975: Ride a Wild Pony .... Charles Quayle
- 1976: Arena (miniserie) .... Bernie Gold
- 1976: The Fourth Wish .... Casey
- 1977: The Picture Show Man .... Maurice 'Pop' Pym
- 1978: Bit Part (film de televiziune) .... Tommy
- 1982: Heatwave .... Freddie Dwyer
- 1983: Scales of Justice (miniserie) .... Barnes
- 1983: The Dismissal (miniserie) .... Sir John Kerr
- 1983: The Wild Duck .... Old Ackland
- 1985: The Dunera Boys (miniserie) .... Brig. Templeton
- 1986: Crocodile Dundee .... Walter Reilly
- 1987: Bullseye .... Merritt
- 1987: Frenchman's Farm .... Bill Dolan
- 1988: The Everlasting Secret Family .... The Judge
- 1988: Crocodile Dundee II .... Walter Reilly